# Kevin Dinal
Kevin Dinal, né le 13 avril 1993 à Paris, est un joueur français de basket-ball.

## Biographie
Le 22 juin 2014, il signe à Souffelweyersheim.
Le 6 juillet 2015, il signe à Dijon.
Le 10 juin 2016, il signe au Orléans Loiret Basket.
Le 4 août 2021, Kevin Dinal revient dans le Loiret et signe à Orléans Loiret Basket pour une saison.
Le 10 février 2022, Kevin Dinal et le club d'Orléans Loiret Basket ont décidé de mettre fin à leur collaboration d'un commun accord. Il est lié au club jusqu'au 16 février 2022. Il rejoint le club de Nantes en Pro B pour se relancer. 

## Clubs successifs
- 2013-2014 :  ADA Blois (NM1)
- 2014-2015 :  BC Souffelweyersheim (Pro B)
- 2015-2016 :  JDA Dijon (Pro A)
- 2016-2017 :  Orléans Loiret Basket (Pro A)
- 2017-2018 :  JL Bourg-en-Bresse (première division)
- 2018-2019 :  ALM Évreux Basket (Pro B)
- 2019-2021 :  Basket Club Gries Oberhoffen (Pro B)
- 2021-2022 (février) :  Orléans Loiret Basket (Betclic Élite)
- depuis 2022 (février) :  Nantes Basket Hermine (Pro B)

## Palmarès et distinctions
- Membre de l'équipe type de Pro B 2020-2021